# Metaphaena basirufa
Metaphaena basirufa är en insektsart som beskrevs av Schmidt 1905. Metaphaena basirufa ingår i släktet Metaphaena och familjen lyktstritar. Inga underarter finns listade i Catalogue of Life.